# Ivar Formo
Ivar Formo (ur. 24 czerwca 1951 w Oslo, zm. 26 grudnia 2006 w Nordmarce) – norweski biegacz narciarski, czterokrotny medalista olimpijski oraz dwukrotny medalista mistrzostw świata.

## Kariera
Formo zdobył cztery medale zimowych igrzysk olimpijskich. Zadebiutował w 1972 r. podczas igrzysk w Sapporo, gdzie wywalczył brązowy medal w biegu na 15 km stylem klasycznym. W biegu tym wyprzedzili go jedynie zwycięzca Sven-Åke Lundbäck ze Szwecji oraz Fiodor Simaszow ze Związku Radzieckiego. Ponadto wraz z Oddvarem Brå, Pålem Tyldumem i Johannesem Harvikenem zdobył srebrny medal w sztafecie 4 × 10 km. Cztery lata później, na igrzyskach olimpijskich w Innsbrucku zdobył złoty medal na najbardziej prestiżowym dystansie 50 km. Na tych samych igrzyskach wspólnie z Pålem Tyldumem, Einarem Sagstuenem i Oddem Martinsenem zdobył kolejny srebrny medal w sztafecie.
W sztafecie 4 × 10 km Formo zdobył również dwa brązowe medale mistrzostw świata. Na mistrzostwach świata w Falun w 1974 r. zdobył brązowy medal w sztafecie razem z Magne Myrmo, Oddem Martinsenem i Oddvarem Brå. Zajął także 6. miejsce w biegu na 15 km. Kolejny medal w sztafecie wywalczył na mistrzostwach świata w Lahti w 1978 r. Norwegowie pobiegli tam w składzie: Lars Erik Eriksen, Ove Aunli, Ivar Formo oraz Oddvar Brå. W sezonie 1973/1974 triumfował w pierwszej, nieoficjalnej edycji Pucharu Świata. Ponadto w sezonie 1975/1976 zajął trzecie miejsce w klasyfikacji generalnej.
Formo oprócz biegów narciarskich uprawiał także bieg na orientację. W 1974 r. wraz z kolegami wywalczył brązowy medal w sztafecie podczas mistrzostw świata w biegu na orientację w Silkeborgu. W 1979 r. był członkiem drużyny, która zwyciężyła w zawodach Jukola.
W 1975 roku otrzymał medal Holmenkollen razem z dwoma innymi biegaczami narciarskimi: swoim rodakiem Oddvarem Brå oraz Gerhardem Grimmerem z NRD. W 1973 r. otrzymał nagrodę Egebergs Ærespris za osiągnięcia w biegach narciarskich oraz w biegu na orientację.
Po zakończeniu został biznesmenem. W latach 1983–1988 był przewodniczącym komitetu biegów narciarskich Międzynarodowej Federacji Narciarskiej.
Ivar Formo zmarł na skutek utonięcia, gdy załamał się pod nim lód na jeziorze Store Sandungen w rejonie Nordmarka.

## Osiągnięcia w biegach narciarskich

### Igrzyska olimpijskie
| Miejsce | Dzień     | Rok  | Miejscowość | Konkurencja             | Czas biegu | Strata   | Zwycięzca          |
| ------- | --------- | ---- | ----------- | ----------------------- | ---------- | -------- | ------------------ |
| 3.      | 7 lutego  | 1972 | Sapporo     | 15 km stylem klasycznym | 45:28,24   | +34,44   | Sven-Åke Lundbäck  |
| 2.      | 13 lutego | 1972 | Sapporo     | Sztafeta 4 × 10 kmm     | 2:04:47,94 | +9,12    | ZSRR               |
| 11.     | 5 lutego  | 1976 | Innsbruck   | 30 km stylem klasycznym | 1:30:29,38 | +2:32,30 | Siergiej Sawieljew |
| 5.      | 8 lutego  | 1976 | Innsbruck   | 15 km stylem klasycznym | 43:58,47   | +1:30,64 | Nikołaj Bażukow    |
| 2.      | 11 lutego | 1976 | Innsbruck   | Sztafeta 4 × 10 km      | 2:07:59,72 | 1:58,64  | Finlandia          |
| 1.      | 14 lutego | 1976 | Innsbruck   | 50 km stylem klasycznym | 2:37:30,05 | -        | -                  |

### Mistrzostwa świata
| Miejsce | Dzień     | Rok  | Miejscowość | Konkurencja             | Czas biegu | Strata   | Zwycięzca      |
| ------- | --------- | ---- | ----------- | ----------------------- | ---------- | -------- | -------------- |
| 6.      | 20 lutego | 1974 | Falun       | 15 km stylem klasycznym | 41:39,10   | +31,39   | Magne Myrmo    |
| 3.      | 21 lutego | 1974 | Falun       | Sztafeta 4 × 10 km      | 2:03:15,85 | +30,18   | NRD            |
| 14.     | 21 lutego | 1978 | Lahti       | 15 km stylem klasycznym | 49:09,37   | +1:24,27 | Józef Łuszczek |
| 3.      | 23 lutego | 1978 | Lahti       | Sztafeta 4 × 10 km      | 2:05:17,63 | +1:30,74 | Szwecja        |

### Puchar Świata
W sezonach 1973/1974 - 1980/1981 Puchar Świata rozgrywany był nieoficjalnie.

#### Miejsca w klasyfikacji generalnej
- sezon 1973/1974: 1.
- sezon 1974/1975: 4.
- sezon 1975/1976: 3.
- sezon 1976/1977: 15.
- sezon 1977/1978: ?

#### Miejsca na podium
1. Lahti – 2 marca 1974 (15 km) – 2. miejsce
2. Oslo – 7 marca 1974 (15 km) – 2. miejsce
3. Oslo – 9 marca 1974 (50 km) – 2. miejsce
4. Oslo – 8 marca 1975 (50 km) – 2. miejsce
5. Ramsau – 24 stycznia 1976 (30 km) – 1. miejsce
6. Innsbruck – 14 lutego 1976 (50 km) – 1. miejsce
7. Falun – 27 lutego 1976 (30 km) – 1. miejsce
8. Oslo – 10 marca 1977 (15 km) – 3. miejsce
9. Oslo – 12 marca 1977 (50 km) – 2. miejsce

## Osiągnięcia w biegu na orientację

### Mistrzostwa świata
| Miejsce | Mistrzostwa | Miejscowość | Konkurencja       | Czas biegu | Strata     | Zwyciężczyni |
| ------- | ----------- | ----------- | ----------------- | ---------- | ---------- | ------------ |
| 9.      | 1974        | Silkeborg   | Bieg indywidualny | 1:35.48 h  | +8:26 min  | Bernt Frilén |
| 3.      | 1974        | Silkeborg   | Sztafeta          | 4:49:27 h  | +19:31 min | Szwecja      |